# 772 هـ
772 هـ هي سنة في التقويم الهجري امتدت مقابلةً في التقويم الميلادي بين سنتي 1370 و1371.

## وفيات
- أبو البقاء خالد الناصر الثاني
- جمال الدين الإسنوي
- نظام الدين عبيد زاكاني